# 卡普拉
卡普拉（Kapra），是印度安得拉邦Rangareddi县的一个城镇。总人口159176（2001年）。

## 人口
该地2001年总人口159176人，其中男性82914人，女性76262人；0—6岁人口18349人，其中男9269人，女9080人；识字率74.07%，其中男性为79.28%，女性为68.40%。